# Hlevni Vrh
Hlevni Vrh este o localitate din comuna Logatec, Slovenia, cu o populație de 74 de locuitori.